# Championnat d'Afrique masculin de basket-ball 1983
Navigation
Somalie 1981 Côte d'Ivoire 1985
Le championnat d'Afrique de basket-ball 1983 est la douzième édition du championnat d'Afrique des nations. Elle s'est déroulée du 19 au 28 décembre 1983 à Alexandrie en Égypte. L'Égypte remporte son cinquième titre et se qualifie pour les Jeux olympiques de Los Angeles.

## Classement final
| Position | Équipe        | Bilan |
| -------- | ------------- | ----- |
| 1        | Égypte        | 6v-0d |
| 2        | Angola        | 3v-3d |
| 3        | Sénégal       | 5v-1d |
| 4        | Côte d'Ivoire | 3v-3d |
| 5        | Mozambique    | 3v-2d |
| 6        | Algérie       | 2v-3d |
| 7        | Centrafrique  | 3v-2d |
| 8        | Somalie       | 1v-4d |
| 9        | Liberia       | 1v-4d |
| 10       | Guinée        | 0v-5d |